# Спиридонова Ірина Михайлівна
Ірина Михайлівна Спиридонова (12 вересня 1938, Дніпропетровськ — 18 липня 2013, Дніпропетровськ) — українська вчена-фізик, яка створила нові наукові напрямки в області досліджень твердих сплавів, що містять бор.
Доктор технічних наук (1987), професор (1989).
Член Академії інженерних наук України (1992) та Академії наук Вищої школи України (2004).
Лауреат Державної премії України в галузі науки і техніки (2000).
У 1988-2013 роках працювала професором кафедри металофізики Дніпропетровського університету.
У 1993-1995 роках проводила наукові дослідження в лабораторіях Університету Альберти (Едмонтон, Канада).
У 2002 році виступала як запрошений лектор в Пекінському науково-технічному університеті (колишній Пекінський інститут сталі, Китай).
Заслужений діяч науки і техніки України (1998).

## Біографія
Народилася в Дніпропетровську в родині викладача Дніпропетровського металургійного інституту, українка. З 1946 р. по 1956 р. навчалася в СШ № 71 міста Дніпропетровська, а з 1956 р. по 1961 р. в Дніпропетровському металургійному інституті, який закінчила з відзнакою. 
Після інституту працювала в Науково-дослідному інституті технології машинобудування, а з лютого 1967 р. у науково-дослідному секторі Дніпропетровського державного університету. З 1968 р. по 1972 р. навчалась в аспірантурі при кафедрі експериментальної фізики. У 1973 р. захистила кандидатську дисертацію. З 1972 р. завідувала Галузевою лабораторією прикладної фізики. З 1981 р. обіймала посади доцента кафедри металофізики та наукового керівника Галузевої лабораторії прикладної фізики. З 1987 р. по 1995 р. була заступником декана фізичного факультету з наукової роботи. У 1987 р. захистила дисертацію на здобуття наукового ступеня доктора технічних наук. З 1988 р. по 2013 р. працювала професором кафедри металофізики. Отримала звання старшого наукового співробітника (у 1978 році), доцента (у 1985 р.), професора (у 1989 р.).
Є Автором і співавтором чотирьох навчальних посібників і підручника. У 2002 р. читала курс лекцій з фізичного матеріалознавства в Пекінському науково-технічному університеті. З 1990 р. була науковим керівником Відділу динамічної металофізики. Спиридоновою створені нові наукові напрямки у галузі фізики поверхні та досліджень твердих сплавів, які містять бор, розроблені різноманітні наплавні матеріали, високоефективні технології хіміко-термічної обробки, засоби спектроаналітичного контролю сплавів та ін. З 1993 р. по 1995 р. проводила наукові дослідження в лабораторіях Університету Альберти (Едмонтон, Канада). Її розробки знайшли застосування на понад 50 підприємствах промисловості. Результати досліджень були представлені майже на 130 міжнародних і національних форумах. Член оргкомітетів міжнародних конференцій «Евтектика» (1982-2006 рр..), «Стратегія якості в промисловості та освіті» (м. Варна, 2005-2007 рр.).
Під її керівництвом успішно захищено 12 кандидатських і 2 докторських дисертації. Була офіційним опонентом багатьох дисертацій. Автор понад 450 наукових праць, в тому числі 3 монографій. Отримала 54 авторських свідоцтва і патенти, всі у співавторстві. Дійсний член Академії інженерних наук України (з 1992 р.) та Академії наук Вищої школи України (з 2004 р.). Член бюро України Міжнародного союзу металів (АЅМ International), член Національного комітету з проблем зварювання. За її активної участі створено спеціалізовану раду ФФЕКС ДНУ [Архівовано 1 червня 2019 у Wayback Machine.] за спеціальністю Д 08.051.02. Працювала вченим секретарем цієї ради і членом двох спеціалізованих рад в інших закладах. Член редакційних колегій видань «Вісник Дніпропетровського університету. Серія Фізика. Радіоелектроніка» і «Теорія і практика металургії».

## Нагороди та звання
Заслужений діяч науки і техніки України (1998), лауреат Державної премії України в галузі науки і техніки (2000). Заслужений науковий співробітник Дніпропетровського національного університету (2001). 
Нагороджена медалями «Ветеран праці» (1993), «За доблесну працю» (1995 р.), нагрудним значком «Творець» (2006 року). Отримала Золоту медаль Всесвітньої організації інтелектуальної власності за винахід України № 43482 «Спосіб борування алюмінію і його сплавів». Керовані нею розробки отримали бронзову медаль ВДНГ СРСР (1984 р.), срібну і бронзову медалі ВДНГ УРСР (1986). 
Відомості про неї увійшли до Бібліографічного енциклопедичного словнику «Жінки України» (2001), каталогу провідних фахівців України в галузі зварювання та наплавлення (2004 р.), до книги «Педагогічна слава України» (2008 р.), видань Американського біографічного інституту, а також Міжнародного біографічного центру (Велика Британія) (1998-2005 рр.).

## Основні публікації
1. Спиридонова І.М. Фазові перетворення у сплавах трикутника Fe3P-Fe2P-Fe2B / І.М Спиридонова, О.В. Сухова, Н.В. Карпенко // Доповіді НАН України. – 2011. – №2. – с.96-103.

2. Спиридонова І.М. Стабильность композиционных материалов / І.М. Спиридонова І.М., А.Д. Панасюк, О.В. Сухова, О.П. Уманський // Монографія – Дніпропетровськ: Свидлер. – 2011. – 268 с.

3. Spiridonova, I. M. Effect of phosphorus on the structure and properties of iron hemiboride in Fe–B–P alloys in the following / I. M. Spiridonova, O.V. Sukhova, N.V. Karpenko // Powder Metallurgy and Metal Ceramics. – 2009. – V. 48, № 11. – P. 707-712.

4. Спиридонова І.М. Зносостійкі тверді сплави та покриття на залізній основі // Вісник Дніпропетровського університету. Серія: Фізика. Радіоелектроніка. – 2008. – Вип. 15, Т. 16. - №2. – С. 97-105.

5. Спиридонова И.М. Влияние перитектичекского превращения в условиях сильного переохлаждения на свойства алюминиево-медных сплавов с переходными элементами / И.М. Спиридонова, Г.В. Зинковский // Вісник Дніпропетровського університету. Серія «Фізика. Радіоелектроніка». – 2011. – Вип. 18. – Т.19, № 2. – С. 55-61